# 88 Геркулеса
88 Геркулеса (лат. 88 Herculis), z Геркулеса (лат. z Herculis), V744 Геркулеса (лат. V744 Herculis), HD 162732 — двойная звезда в созвездии Геркулеса на расстоянии приблизительно 1 037 световых лет (около 318 парсек) от Солнца. Видимая звёздная величина звезды — от +6,94m до +6,65m.

## Характеристики
Первый компонент — бело-голубая эруптивная переменная звезда типа Гаммы Кассиопеи (GCAS) спектрального класса B6IIInpsh, или B7Vne, или B7V, или B8. Масса — около 2,962 солнечных, радиус — около 4,78 солнечных, светимость — около 417,83 солнечных. Эффективная температура — около 14040 K.
Второй компонент — коричневый карлик. Масса — около 18,9 юпитерианских. Удалён в среднем на 2,148 а.е..